# 路加奈子
路 加奈子（みち かなこ、1943年11月8日 - ）は、日本の女優、歌手である。本名は岩田 レナ（いわた レナ）、初期には本名で出演した作品もある。1962年（昭和37年）に日活ニューフェースとして入社するも、1963年（昭和38年）末に『不倫のつぐない』（監督若松孝二）に主演して、独立系の成人映画界にデビューした。1964年（昭和39年）、主演に抜擢された『白日夢』（監督武智鉄二）で一世を風靡、谷崎潤一郎や澁澤龍彦が彼女を称賛したことで知られる、黎明期の成人映画界のスター女優である。「平沢貞通氏を救う会」会員としても知られた。

## 人物・来歴

### 『白日夢』の時代
1943年（昭和18年）11月8日、神奈川県横浜市に生まれる。祖父がイタリア人という家系に生まれ、第二次世界大戦後はサンモール学院（現在のサンモール・インターナショナル・スクール）に進学する。
1962年（昭和37年）に同学院を卒業、その後、日活に入社する。『日本映画俳優全集・女優編』（キネマ旬報社）によれば、日活には「ニューフェイス」として入社したといい、「大部屋女優として映画に出演していた」という。同年の「ニューフェイス」であれば第六期、翌年であれば第七期にあたる。第四期ニューフェースであった久木登紀子が、路が入社する前年の1961年（昭和36年）8月16日に公開された『太陽は狂ってる』（監督舛田利雄）を最後に退社し、1962年2月27日には久木が香取環の名で主演した『肉体の市場』（監督小林悟、製作協立映画、配給大蔵映画）が公開されて、独立系の成人映画界にデビューしているが、1963年（昭和38年）には路も日活を退社し、同年12月31日に公開された『不倫のつぐない』（監督若松孝二、製作新映フィルム、配給日本シネマ）の主演に抜擢されて、路 加奈子の名で独立系の成人映画界にデビューした、とされる。同作には香取環が佐久間しのぶの名で出演しており、香取を主演とする資料もある。同作の公開の半年前、大蔵映画が製作・配給した『怪談異人幽霊』に本名の岩田 レナで出演、主人公の一条美矢子の友人役を演じた記録が残っており、その翌年の1964年（昭和39年）5月16日に公開された、大蔵映画社長・大蔵貢の実弟である近江俊郎が監督した『この道赤信号』（配給大映）にも本名で出演した。『この道赤信号』公開の翌日17日には、ふたたび若松孝二監督による路の主演作『赤い犯行』が公開されている。
武智鉄二は『赤い犯行』における路を観て、自らの次回作『白日夢』の主演に抜擢することを決める。同年6月、公開に先行し、同作の原作者・谷崎潤一郎が雑誌『マドモアゼル』六月号にエッセイ『路さんのこと』を寄稿、京マチ子や春川ますみを好んだ谷崎は、路を指し「日本風の細面の美人より、ブリジッド・バルドーやマリリン・モンローのような、グラマーな女性の方が好き」と評した。新映倫（映画倫理管理委員会、現在の映画倫理委員会）を通過したうえで、同年6月21日、松竹が配給して成人映画として公開された。同31日には警視庁が同作中に「わいせつ罪にふれる部分がある」として、新映倫にカットを要請した。翌7月には、雑誌『シナリオ』7月号に同作の脚本と、谷崎の『「白日夢」の映画化について』が発表された。澁澤龍彦は、『デパートのなかの夢魔 - 「白日夢」のノスタルジアについて』において、「路加奈子は顔の表情には乏しいが、そのオブジェのような裸体は、若々しさにあふれていて、わたしたちの眼を存分に楽しませてくれる。とくに見るべきものは、乳房、-- というよりもむしろ、乳首であろう」と路を評した。いわゆる映画産業の斜陽化以降、松竹のような大手が製作配給本数を減らし、映画館では独立系の成人映画を上映する傾向があるなかで、同作のヒットは「ピンク映画ラッシュのひきがねとなった」とされる。
『日本映画発達史』の田中純一郎は、同書のなかで黎明期の成人映画界のおもな出演者として、扇町京子、橘桂子、城山路子（光岡早苗と同一人物）、内田高子、香取環、新高恵子、松井康子、西朱実、朝日陽子、火鳥こずえ、華村明子、森美沙、湯川美沙、光岡早苗、有川二郎、里見孝二、川部修詩、佐伯秀男とともに、路の名を挙げている。同年7月には、テイチク（現在のテイチクエンタテインメント）からシングル『私をきつく抱きしめて』を発表、歌手としてデビュー、映画『白日夢』をきっかけに同年9月、路は松竹に入社する。

### 松竹以降
同年9月12日には、松竹大船撮影所が製作した主演作『渚を駆ける女』（監督酒井欣也）が公開され、高峰三枝子を母に、吉田輝雄・川津祐介を相手役に高校三年生の少女を演じた。同年12月26日に公開された『忍法破り必殺』（監督梅津明治郎）は、松竹京都撮影所が製作した時代劇映画で、主演ではないが、相手役は竹脇無我であった。松竹が同年末に発行した『SHOCHIKU Calendar 1965』には、2月分に水科慶子・清水まゆみとともに写っている。翌1965年（昭和40年）2月13日には『お座敷小唄』（監督酒井欣也）、同26日には『背後の人』（監督八木美津雄）がそれぞれ公開され、同月にはシングル『あべこべちぐはぐ』が発売されるが、同年内の以降の劇場用映画についてもテレビ映画についても、出演記録がみられない。松竹が同年末に発行した『'66 SHOCHIKU Calendar』には、11月分に小畠絹子とともに写っている。
その後は忘れ去られた存在になっていたが、来日映画関係者のパーティに盛んに出席し"花束女優"としての実績を積むうち、これが功を奏し、城戸四郎松竹社長と韓国世紀商事代表が会った際に、同代表が路の写真を見て、即座に韓国映画『総督の娘』（趙肯夏監督）の抜擢を決めた。『総督の娘』は太平洋戦争末期に、在日朝鮮人留学生と日本人の朝鮮総督の娘とのラブロマンスを描いたもので、路はマネージャー役として付き添う伯父と二人で1966年5月17日に渡韓し、1ヵ月間韓国に滞在した。通常、外国映画に出演すると日本のギャラの相場より高いのが普通だが、1300ドル（約47万円）と日本のギャラと同程度だった。帰国後、路は日本のマスメディアに韓国の娯楽事情を話し、テレビもまだまだ少なく、パチンコも賭博禁止令に触れて全くなし、映画の敵はゼロの状態の上に映画館入場料は30ウォン（約100円）と安いため、映画館はいつも満員と映画は娯楽の王座を保っていた、この人気に対して映画人が少ないため、映画作りが追い付かず、俳優・監督は掛け持ちが当たり前で、同作で共演したシン・ヨンギュン（申栄均）は、"韓国の三船敏郎"と称される大スターで、15本の映画に掛け持ち、一週間の内ベッドで寝るのは6時間で、撮影のセッティングの合間に寝て、テスト1回、本番1回で撮影していく、等と説明した。シン・ヨンギュンがたまたま韓国のトップスターだったことから、1966年5月上旬に韓国で開かれた第13回アジア映画祭で訪韓したら、路だけが韓国のマスメディアに引っ張りだこだった。日本のマスメディアには佐久間良子や星由里子が日本代表団の印象をよくしたと報道したものもあったが、これは事実ではなかった。 
1966年（昭和41年）4月には、湯浅浪男が脚本を書き若松孝二が監督、湯浅の第七グループと若松プロダクションが共同製作した成人映画『医学カードより・お電話頂戴』に無断で主演し、物議を醸し、ホサれて女優を廃業した。同年後半には、東映テレビプロダクション・NET（現在のテレビ朝日）が製作した連続テレビ映画『鉄道公安36号』第172回『娘ごころ』、『特別機動捜査隊』第261回『私は泣かない』にゲスト出演しており、それぞれ同年9月28日、同年10月26日に放映されている。同年10月以降の情報が掲載されている『映画年鑑 1967』の人名録俳優欄には、路の名が掲載されなかった。
明けて1967年（昭和42年）2月23日には、満1年ぶりに松竹映画に出演した『雌が雄を喰い殺す かまきり』（監督井上梅次、主演岡田茉莉子）が公開されている。同年5月20日に公開された『決着』は、石井輝男が監督、梅宮辰夫が主演した東映東京撮影所であるが、これにも路は出演している。同年9月2日に公開された『夜のひとで』（監督長谷和夫、主演三田佳子）以降、松竹作品への出演記録は見当たらない。同年10月以降の情報が掲載されている『映画年鑑 1968』の人名録俳優欄には、路の名が松竹所属として掲載されており、渋谷区富ヶ谷町の住所が記載されていた。1968年（昭和43年）には、ふたたび武智鉄二による成人映画『戦後残酷物語』に主演しており、同作は同年2月10日に大映が配給して公開された。同年にはローヤルレコード（代表・安田英治）に所属し、同年11月、シングル『夜の虫』を発表した。
1970年（昭和45年）まではテレビ映画の出演や歌手活動を行っていたが、以降引退し、『日本映画俳優全集・女優編』が発行された1980年（昭和55年）前後には、東京都調布市内と港区赤坂でバーを経営していた。1983年（昭和58年）10月には、15年ぶりに出演した成人映画、『獣色淫乱夫人』（監督秋津隆二、製作・配給ミリオンフィルム）が公開された。以降の消息は不明である。

### 再評価
2011年（平成23年）5月14日 - 7月15日にラピュタ阿佐ヶ谷で行なわれた「60年代まぼろしの官能女優たちPART II」特集上映で、主演作『赤い犯行』が16mmフィルム版の上映用プリントで上映された。同年9月18日 - 同19日に神戸映画資料館で行われた「第二の伝説 知られざる若松孝二」特集上映で、『赤い犯行』が16mmフィルム版の上映用プリントで上映された。同館の同特集のページに『赤い犯行』を「その後は松竹専属になる路加奈子、ピンク映画最後の主演作」と説明してあるが、同作以降の主演作には既述のとおり『医学カードより・お電話頂戴』がある。

## フィルモグラフィ
クレジットはすべて「出演」である。東京国立近代美術館フィルムセンター（NFC）等の所蔵状況についても記す。
- 『怪談異人幽霊』 : 製作大蔵貢、監督小林悟、主演一条美矢子、製作・配給大蔵映画、1963年6月2日公開（映倫番号 13212） - 「宮子の友人」役・「岩田レナ」名義、70分の上映用プリントをNFCが所蔵[5]
- 『不倫のつぐない』 : 製作千葉実、監督若松孝二、脚本吉岡道夫、主演佐久間しのぶ（香取環）、製作新映フィルム、配給日本シネマ、1963年12月31日公開（成人映画・映倫番号 13464）

- 『この道赤信号』 : 企画八木脩、監督・音楽近江俊郎、主演南原宏治・筑波久子、製作ワールドプロモーション、配給大映、1964年5月16日公開（成人映画・映倫番号 13358） - 「大山」役・「岩田レナ」名義
- 『赤い犯行』 : 製作鷲尾飛天丸、企画千葉実、監督若松孝二、脚本吉岡道夫、製作東京シネマ・日本シネマ、配給日本シネマ、1964年5月17日公開（映倫番号 13561） - 「土屋由布子」役（主演）、70分の上映用プリントをNFCが所蔵[5]
- 『白日夢』 : 企画・監督・脚本武智鉄二、原作谷崎潤一郎、製作第三プロダクション、配給松竹、1964年6月21日公開（成人映画・映倫番号 13622） - 「歌手葉室千枝子」役（主演）、DVDが2007年12月21日発売
- 『渚を駆ける女』[8]（『渚を駆ける女』[9]） : 監督酒井欣也、製作松竹大船撮影所、配給松竹、1964年9月12日公開（成人映画・映倫番号 13632） - 「立花冴子」役（主演）
- 『忍法破り 必殺』 : 監督梅津明治郎、製作松竹京都撮影所、配給松竹、1964年12月26日公開（映倫番号 13784） - 「多裳」役
- 『お座敷小唄』 : 監督酒井欣也、主演吉田輝雄・夏圭子、製作野口プロダクション、配給松竹、1965年2月13日公開（映倫番号 13849） - 「京弥」役（主演）
- 『背後の人』 : 監督八木美津雄、主演桑野みゆき・池部良、製作松竹大船撮影所、配給松竹、1965年2月26日公開（映倫番号 13817） - 「緒方路子」役
- 『愛のデザイン』 : 監督若松孝二、製作第7グループ、配給不明、1965年公開 - 主演
- 『医学カードより・お電話頂戴』[28]（『お電話頂戴』[9]） : 監督若松孝二、脚本湯浅浪男、製作第七グループ・若松プロダクション、配給不明、1966年4月公開（成人映画・映倫番号 14479） - 主演
- 『鉄道公安36号』第172回『娘ごころ』 : 監督近藤竜太郎、主演影山泉、製作東映テレビプロダクション・NET, 1966年9月28日放映（連続テレビ映画）
- 『特別機動捜査隊』第261回『私は泣かない』 : 監督不明、主演波島進、製作東映テレビプロダクション・NET, 1966年10月26日放映（連続テレビ映画）

- 『鉄道公安36号』第189回『友情よ甦れ』 : 監督近藤竜太郎、主演影山泉、製作東映テレビプロダクション・NET, 1967年1月26日放映（連続テレビ映画）
- 『雌が雄を喰い殺す かまきり』 : 監督井上梅次、主演岡田茉莉子、製作松竹大船撮影所、配給松竹、1967年2月23日公開（成人映画・映倫番号 14812） - 「夏川令子」役、93分の上映用プリントをNFCが所蔵[5]
- 『特別機動捜査隊』第290回『美しくなりたい』 : 監督不明、主演波島進、製作東映テレビプロダクション・NET, 1967年5月17日放映（連続テレビ映画）
- 『決着』（おとしまえ） : 監督石井輝男、主演梅宮辰夫、製作東映東京撮影所、配給東映、1967年5月20日公開（映倫番号 14832） - 「マリ子」役
- 『夜のひとで』 : 監督長谷和夫、主演三田佳子、製作松竹大船撮影所、配給松竹、1967年9月2日公開（成人映画・映倫番号 15034） - 「谷川理絵」役

- 『刑事さん』第2シリーズ第3回『歪んだ顔』 : 監督佐藤肇、脚本池田雄一、製作東映東京制作所・NET, 1968年1月16日放映（連続テレビ映画）
- 『特別機動捜査隊』第328回『消えた女狐』 : 監督不明、主演波島進、製作東映テレビプロダクション・NET, 1968年2月7日放映（連続テレビ映画）
- 『戦後残酷物語』 : 監督・脚本武智鉄二、製作武智プロダクション、配給大映、1968年2月10日公開（成人映画・映倫番号 15202） - 「小野年子」役（主演）、DVDが2008年1月25日発売
- 『青空に叫ぼう』第34回『邪魔しないでよッ』 : 監督田中秀夫、脚本小山内美江子、製作東映テレビプロダクション・NET, 1968年2月21日放映（連続テレビ映画）
- 『特別機動捜査隊』第345回『濁った大都会の天使』 : 監督不明、主演波島進、製作東映テレビプロダクション・NET, 1968年6月5日放映（連続テレビ映画）
- 『特別機動捜査隊』第466回『10年目の事件』 : 監督不明、主演波島進、製作東映テレビプロダクション・NET, 1970年10月7日放映（連続テレビ映画）

- 『獣色淫乱夫人』 : 監督秋津隆二、主演村井亜紀、製作・配給ミリオンフィルム、1983年10月公開（成人映画・映倫番号 111210）

## ディスコグラフィ
日本音楽著作権協会の作品データベース検索結果を参考にした一覧である。

### シングル
- 『私をきつく抱きしめて』/B面『裏窓の影』 : テイチク、1964年7月発売（SN-101）
- 『あべこべ・ちぐはぐ』/B面『恋というものは…』 : テイチク、1965年2月発売（SN-162）
- 『夜の虫』/B面『いじめないで』 : ローヤルレコード、1968年11月発売（RQ-692）
- 『愛してほしいの』/B面『夜はこわい』 : ローヤルレコード、1969年7月発売（RQ-704）
- 『夜の誘惑』/B面『夜の溜息』 : ローヤルレコード、1969年10月発売（RQ-714）

### アルバム
- 『路加奈子のすべて』 : エンブレムレコード、発売日不明（EC-8008） - 8トラック

### オムニバスCD
- 『幻の名盤お色気BOX』 : Pヴァインレコード、2000年9月10日発売・2006年7月7日発売（PCD-7274）
  - 『私をきつく抱きしめて』『裏窓の影』『あべこべ・ちぐはぐ』収録
- 『禁断 エロチカ!歌謡show』 : テイチクエンタテインメント、2012年2月発売（TECH-25285） - 『私をきつく抱きしめて』収録[4]

## ビブリオグラフィ
国立国会図書館蔵書等にみる書誌である。
- グラビア・路加奈子 : 『平凡パンチ』第6号・昭和39年6月15日号所収、平凡出版、1964年6月15日発行
- 『路さんのこと』谷崎潤一郎 : 『マドモアゼル』6月号所収、小学館、1964年6月発行
- 『「白日夢」の映画化について』谷崎潤一郎 : 『シナリオ』第20巻第7号通巻193号所収、シナリオ作家協会、1964年7月発行
- 「スクリーン こんどは強姦される役の路加奈子」 : 『週刊平凡』第6巻第31号所収、平凡出版、1964年7月発行、p.47.
- 「対談 女と男の極地」立川談志・路加奈子 : 『週刊明星』第7巻第28号通巻312号所収、集英社、1964年7月発行、p.100.
- 「巻末グラビア 路加奈子」 : 『週刊明星』第7巻第31号通巻315号所収、集英社、1964年8月発行、巻末。
- 「特集 路加奈子」斉藤隆 : 『週刊明星』第7巻第36号通巻320号所収、集英社、1964年9月発行
- 「映画で裸になったけど」路加奈子・西尾三枝子・緑魔子・十和田翠 : 『近代映画』第20巻第11号通巻255号所収、近代映画社、1964年10月発行、p.85.
- 「特集」藤由紀子・緑魔子・路加奈子 : 『週刊明星』第7巻第49号通巻333号所収、集英社、1964年12月発行
- 「スクリーンにみるエロチズム」路加奈子・緑魔子・野川由美子ほか : 『100万人のよる』昭和40年1月号所収、1965年1月発行
- 「グラビア 特選グラマー・パレード」路加奈子・扇町京子・内田高子・万里昌代・三原葉子 : 『別冊近代映画』日本映画セクシー特集号第2集・3月号、近代映画社、1965年3月発行
- 『成人映画』7月創刊号、現代工房、1965年7月1日発行 - 表紙
- 「タウン 路加奈子がみた韓国映画界の盛況（映画）」 : 『週刊新潮』第10巻第27号通巻489号所収、新潮社、1965年7月発行、p.14.
- 『デパートのなかの夢魔 - 「白日夢」のノスタルジアについて』澁澤龍彦 : 『澁澤龍彦全集 7』所収、河出書房新社、1993年12月13日 ISBN 4309706576